# ブルクハウン
ブルクハウン（ドイツ語: Burghaun）は、ドイツ連邦共和国ヘッセン州カッセル行政管区のフルダ郡に属す市場町である。この町は東ヘッセンに位置している。

## 地理
ブルクハウンは、その地区も含めてヘッセン・クッペンレーン（ヘッセン州のレーン山地北部、ヘッセン・ケーゲルシュピールとも呼ばれる）内に位置している。上空から見ると9つの玄武岩のピークがロゼット状の構造を形成しており、この地形の特徴を「ケーゲルクーゲル」（直訳: 九柱戯のピン）という名前が表している。地質学的には、ブルクハウンは隣接する町とともに原始時代の内海に位置しており、ブルクハウン周辺の遊歩道では様々な堆積物の情報を得ることができる。
ブルクハウンは、その名前が示すとおり、フルダ川支流のハウネ川の谷に位置しており、その川筋によって形成された。

### 隣接する市町村
ブルクハウンは、北はハウネタール（ヘルスフェルト＝ローテンブルク郡）およびアイターフェルト、東と南はヒューンフェルト（ともにフルダ郡）、西はシュリッツ（フォーゲルスベルク郡）と境を接している。

### 自治体の構成
自治体としてのブルクハウンは、以下の地区から形成されている。
- ブルクハウン中核部
- グローセンモール
- グルーベン
- ヘッヒェルマンスキルヒェン
- ヒューンハン
- ランゲンシュヴァルツ
- ローテンキルヒェン
- シュロッツァウ
- シュタインバッハ[2]

さらに地区の状態に至らない小集落のクラウスマールバッハ、マーレルツホーフ、ハルトマンスヘーエがある。

## 歴史
最初の文献上の記述は1262年になされているが、その成立は9世紀と考えられている。ハウネ川はこの町の名前の由来となった。土着のハウネ貴族家は、繰り返されるフェーデでフルダ修道院長側に味方し、強盗騎士と呼ばれた。
ブルクハウンは都市権の一部を14世紀に獲得した。ブルクハウン市は、現在の「シュタット通り」、福音主義教会、楼門、市壁を通るいくつかの入り口からなっていた。市壁は現在わずかな部分が遺っているだけである。村落は残りの家屋や農場からなっていた。ブルクハウンは1854年2月23日に選帝侯政府のフルダ州への布告で都市権を喪失した。
フルダ州の北部では、宗教改革と対抗宗教改革がなされた。cuius regio, eius religio（領主の信仰がその地域の信仰になる）の原則は、宗教上の帰属を規定した。これは特に、互いに隣り合うブルクハウンの教会に示されている。
伝承によれば、フルダ修道院長が、当時過半数がプロテスタントを信仰していたブルクハウン住民と和解するために古い城の建物に共同の納屋を設けたと言われている。この建設計画から後のカトリック教会が建設された。城砦跡の教会は、おそらく14世紀には既に建設されていた。

### 町村合併
1971年12月31日、ヘッセン州の地域再編に伴い、それまで独立した町村であったヒューンハン、ローテンキルヒェン、シュタインバッハがこの町に合併した。1971年2月1日にはグルーベンが合併した。1972年8月1日に発効した州法により、1971年10月1日にグローセンモール、ヘッヒェルマンスキルヒェン、ランゲンシュヴァルツ、シュロッツァウが合併して新たに創設された自治体キービッツグルントがこの町に合併した 。

## 行政

### 町議会
この町の議会は31議席からなる。

### 首長
- 1984年 - 1990年: ディーター・シュヴァルツ (CDU)
- 1990年 - 2002年: ヴォルフガング・ブラウン (SPD)
- 2002年 - 2014年: アレクサンダー・ホーマン (SPD)
- 2014年 : ヴォルフガング・アッツラー (CDU) 選挙の4週間後に交通事故で死亡した。
- 2015年 - 2021年: ジーモン・ザウアービール（無所属）[7]
- 2021年4月1日 - : ディーター・ホルヌング（無所属）[8]

2014年6月29日の選挙で CDUの候補者ヴォルフガング・アッツラーは 57 % の票を獲得して、当時現職のアレクサンダー・ホーマンに勝利した。彼は2014年11月に町長に就任する予定であったが、2014年7月25日にオートバイ事故により死亡した。

### 姉妹自治体、援助・協力関係
- ザクセン州北部のドーバーシュッツ（ドイツ語版、英語版）との自治体友好関係は2014年に成立した。これは、2002年の大洪水の際、ドーバーシュッツのミューリッツ地区にあるリラ男声合唱団に対するヒューンハン合唱団の洪水援助強力から始まった[9]。
- 1962年にシュテルンベルク (メーレン) 郡の Augezd から追放されたズデーテンのドイツ人に対する援助・協力関係を結んだ。
- 1980年、ブルクハウンの700年記念祭でフランス、アルザス地方バ＝ラン県の町メルツヴィラー（フランス語版、英語版）と姉妹関係を結んだ。

### 紋章
1965年6月23日に、当時ヒューンフェルト郡に属していたブルクハウン町はヘッセン州内務大臣から以下の紋章を授与された。
図柄: 金地に、直立し赤い舌を出した黒い雄羊。紋章の頂部と左側（向かって右側）は緑地に縁取られており、その中に右向き（向かって左向き）の大鎌が配されている。
この紋章は、ブルクハウンと隣接する3町村が合併し、新たな自治体が形成された後も変更なく、1973年に改めて認可された。
この紋章は、バート・ナウハイムの紋章官ハインツ・リッツによってデザインされた。

## 文化と見所

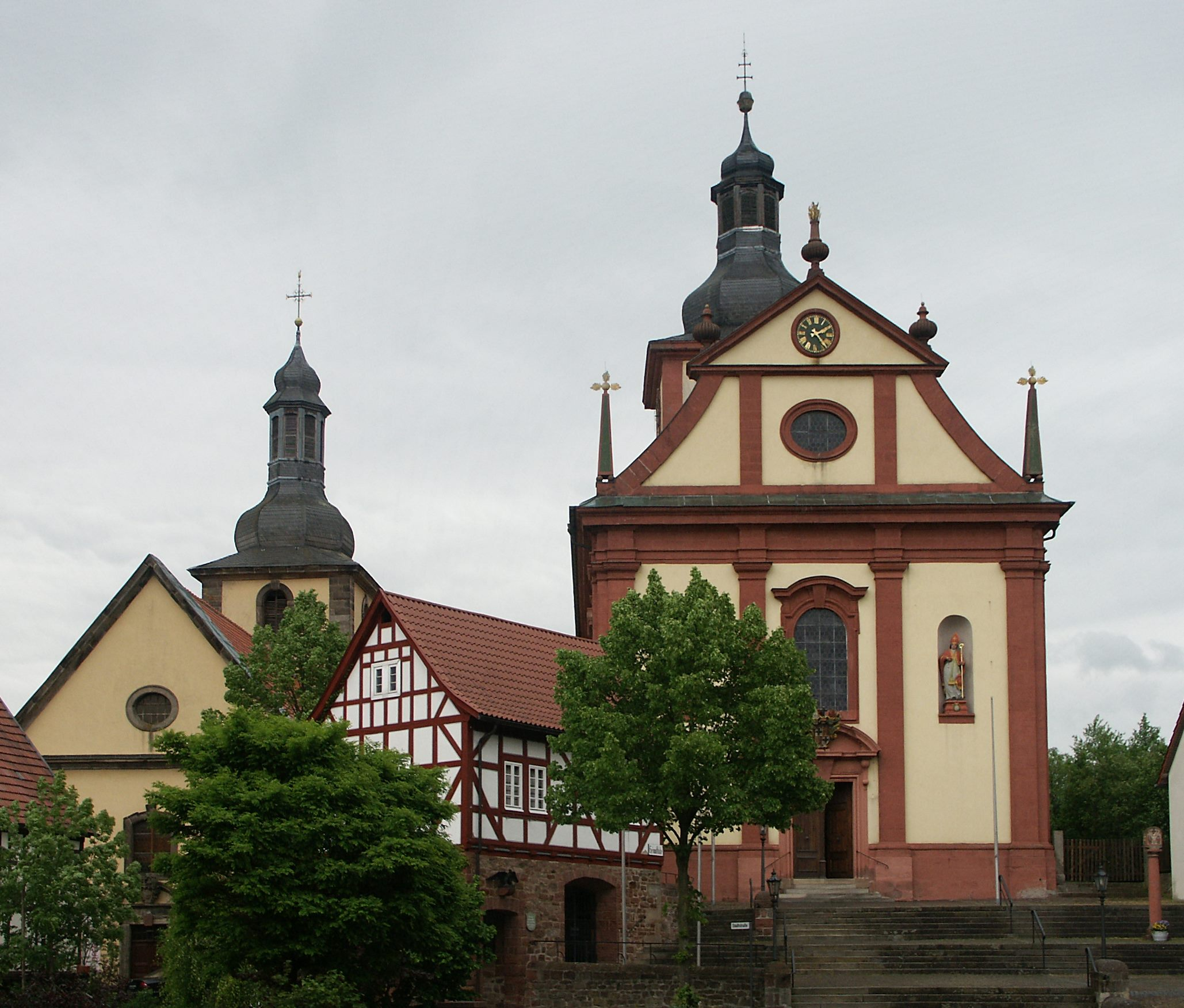
右: カトリックのマリア被昇天教会、左奥: 福音主義教会

### 建造物
- 楼門は1400年頃に建設されたこの町で最も古い建造物である。これは、市壁で囲まれたこの都市の唯一の入り口であった。
- カトリックのマリア被昇天教会は1714年に建設された。この教会は、オイラー兄弟の工房で1878年に製作されたオルガンを有している。このオルガンは、2006年にヴァルタースハウゼンオルガン製作所で修復された[12]。
- 1728年建造の福音主義教会には、ハウネ家の墓石が並ぶ祭壇室を有している。
- 城館と領主館（1620年頃）は、現在、町の行政機関となっており、城館庭園とともに美しいステージを形成している。領主館には、2011年まで郷土博物館が入居していた。
- 1845年に建設されたヘルツァーコプフ館は氷室を有している。現在はブルクハウン郷土博物館となっており、「ブルクハウンの戦士」のケルト時代の剣のレプリカなどが展示されている。
- 1744年に建設されたブルクハウンの狩りの城は、現在営林署となっている[13]。

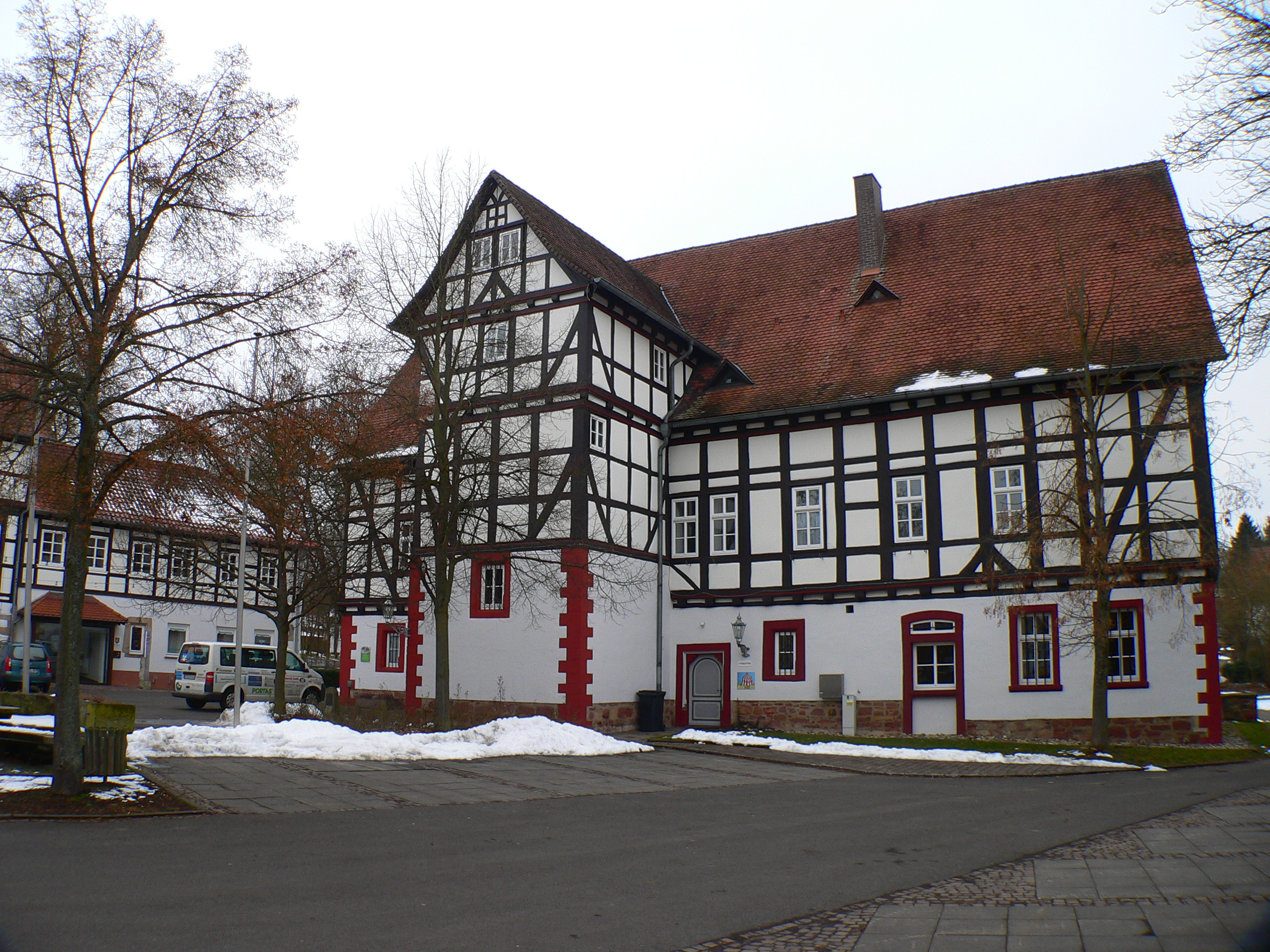
ブルクハウン城
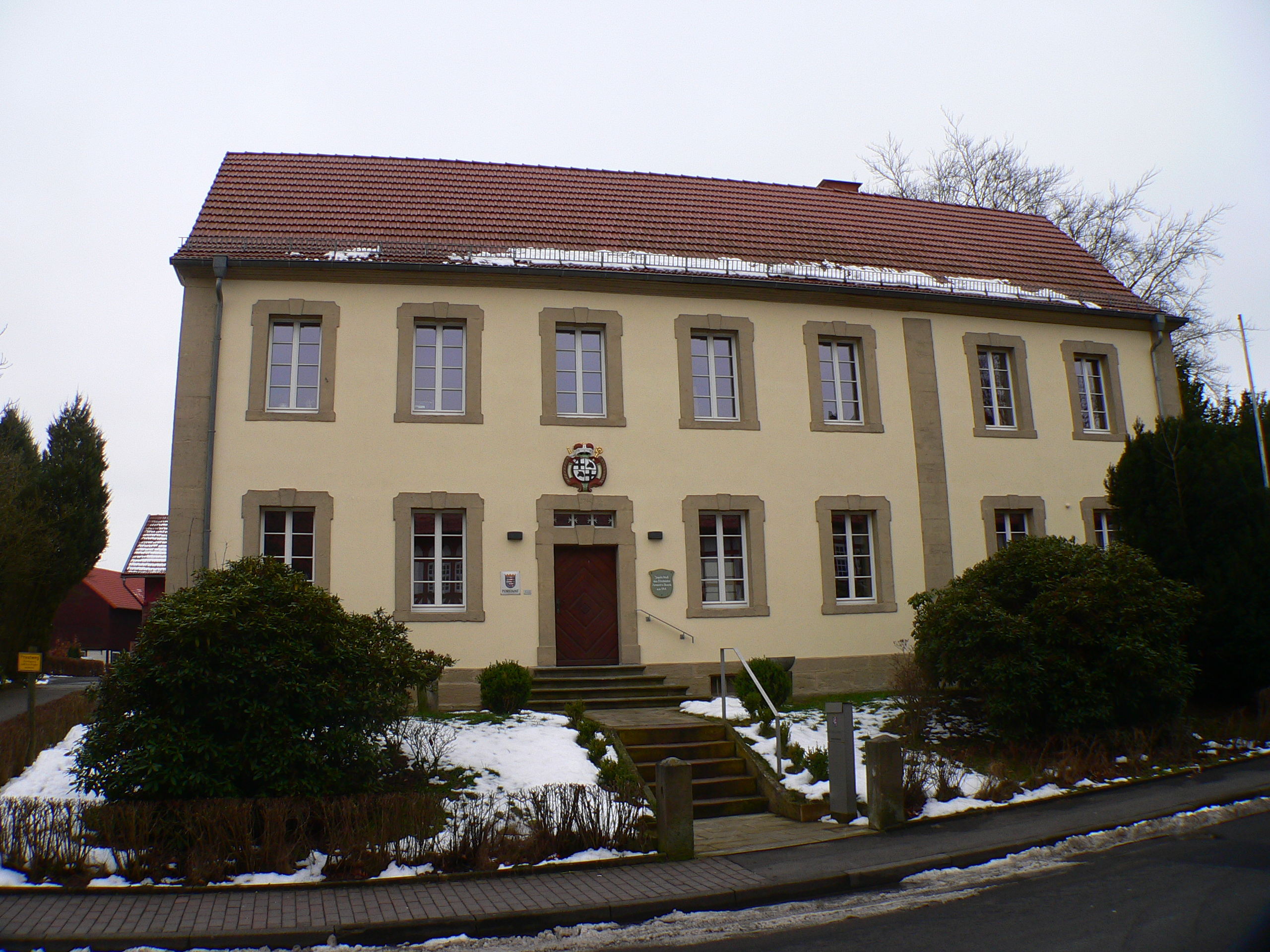
ブルクハウンの狩りの城

### ユダヤ人墓地
広さ 9,386 m2、705基の墓石があるブルクハウンのユダヤ人墓地は、リング通りの南端に位置している。この墓地は1690年から1941年まで、連合墓地として周辺の町（ヒューンフェルト、マッケンツェル、ローテンキルヒェン、シュタインバッハ）のユダヤ人にも用いられていた。1900年頃ブルクハウンには旧ヒューンフェルト郡で2番目に大きなユダヤ人コミュニティがあった。郡内のユダヤ人1,174人中189人がこのコミュニティに属していた。

## 経済と社会資本

### 交通
この町を通る連邦道 B27号線と B84号線によって全国的な道路網に接続している。
また、ブルクハウンには鉄道ベーブラ - フルダ線の駅がある。1906年12月1日から1972年5月28日まで運行していた鉄道ヒューンフェルト - ヴェーニゲンタフト＝マンスバッハ線はブルクハウンにオストバーンホーフ（東駅）を有していた。この路線上を2007年から全長 27 km のケーゲルシュピール自転車道が通っている。
公共近郊旅客交通はライン＝マイン交通連盟 (RMV) によって運営されている。バス路線はユーバーラントヴェルク・フルダ AG（VGF、フルダ・バス交通会社 GmbH）によって運営されている。アイターフェルト行きとヒューンフェルト行きの2つの路線がある。

### 教育
ブルクハウンには、古い町の中心にフォルクスシューレがあった。この建物はその後、政治亡命者の収容施設に改造された。2004年頃にこの旧国民学校の建物は、町の支援を受けた地元のクラブによって修復され、「ハウス・デア・フェライン」（直訳: クラブの家）として多くのクラブが練習場・集会所として利用している。そのすぐ隣は町立の福音主義幼稚園が城館庭園に隣接してある。リッター＝フォン＝ハウネ基礎課程学校とも呼ばれるブルクハウン基礎課程学校は、1970年代に国民学校から置き換えられた。この他に、シュタインバッハ地区にもう一つの基礎課程学校であるマテウス＝シューレがある。上級の学校はブルクハウンにはなく、第5学年以上の生徒はほとんどがヒューンフェルト、一部がフルダ、アイターフェルト、バート・ヘルスフェルトの上級学校に進学する。

## 参考図書
- Michael Mott (1995年10月12日). “Kirchen auf dem Boden rätselhafter leerer Gräber/Burghauns Wahrzeichen, die beiden barocken Kirchen, stehen auf historischem Boden/Reste der Burg derer zu Haun”. Fuldaer Zeitung:  p. 13
- Marktgemeinde Burghaun, ed (2012). 750 Jahre – 1262–2012 – Burghaun ein Ort mit Geschichte. Burghaun

これらの文献は、翻訳元であるドイツ語版の参考文献として挙げられていたものであり、日本語版作成に際し直接参照してはおりません。